# هیلدا (کارولینای جنوبی)
هیلدا(به انگلیسی: Hilda) شهری در ایالت کارولینای جنوبی کشور ایالات متحده آمریکا است که جمعیت آن در سرشماری سال ۲۰۱۰ میلادی، ۴۴۷ نفر بوده‌است.